# Großer Bösenstein
Großer Bösenstein är ett berg i Österrike.   Det ligger i distriktet Murtal och förbundslandet Steiermark, i den centrala delen av landet, 170 km sydväst om huvudstaden Wien. Toppen på Großer Bösenstein är 2 448 meter över havet, eller 643 meter över den omgivande terrängen. Bredden vid basen är 23,5 km.
Terrängen runt Großer Bösenstein är varierad. Großer Bösenstein är den högsta punkten i trakten. Närmaste större samhälle är Trieben, 8,4 km nordost om Großer Bösenstein. 
I omgivningarna runt Großer Bösenstein växer i huvudsak blandskog. Runt Großer Bösenstein är det ganska glesbefolkat, med 42 invånare per kvadratkilometer.